# Церковь Святого Викентия (Динслакен)
Церковь Святого Викентия (нем. St. Vincentius) — католическая церковь в городе Динслакен (федеральная земля Северный Рейн-Вестфалия). Церковь расположена на улице Duisburgerstraße.

## История

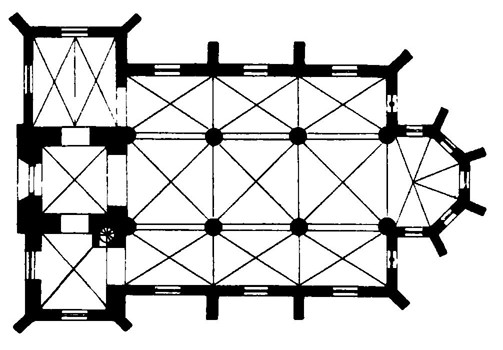
План старой готической церкви

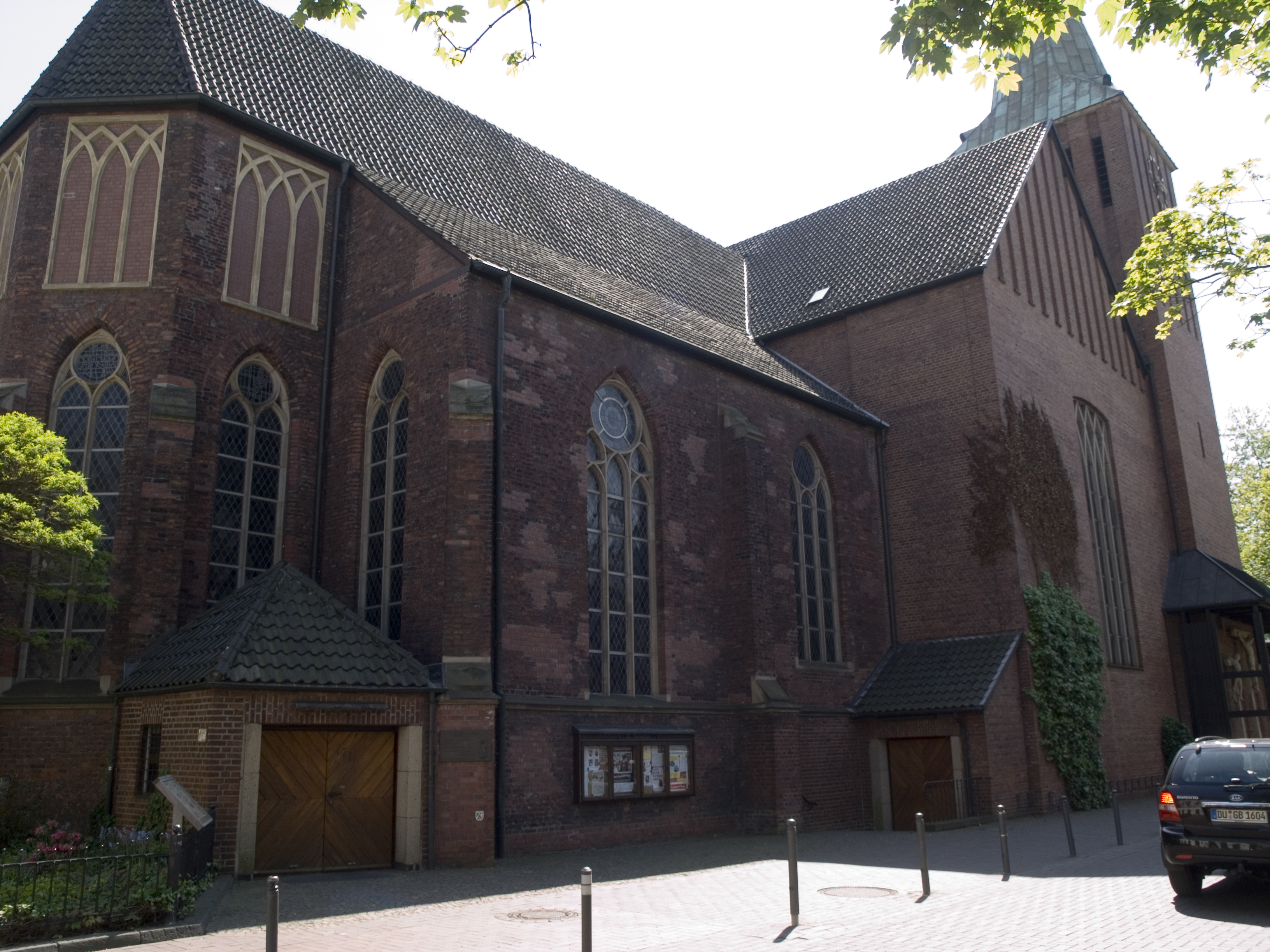
Северный фасад

В 1436 году герцог Клевский Адольф II утвердил католический приход в Динслакене, входящий в состав общины Хисфельда (de:Hiesfeld). Год спустя впервые документально упоминается священник Динслакена. В середине XV века в Динслакене строится собственная церковь, освященная в честь Святого Викентия. Это было готическое здание, которое было разрушено во время второй мировой войны.

В 1950—1951 годах на месте разрушенной готической церкви строится новое здание, в состав которого были включены останки старого хора и баптистерия, а также пол старой церкви. Также в новой церкви находится ряд духовных и художественных ценностей из старой церкви.